# Aleksiejewka (rejon sarajewski)
Aleksiejewka (ros. Алексеевка) – wieś (sieło) w Rosji, w obwodzie riazańskim, w rejonie sarajewskim. W 2010 liczyła 265 mieszkańców.